# Pattino d'atterraggio

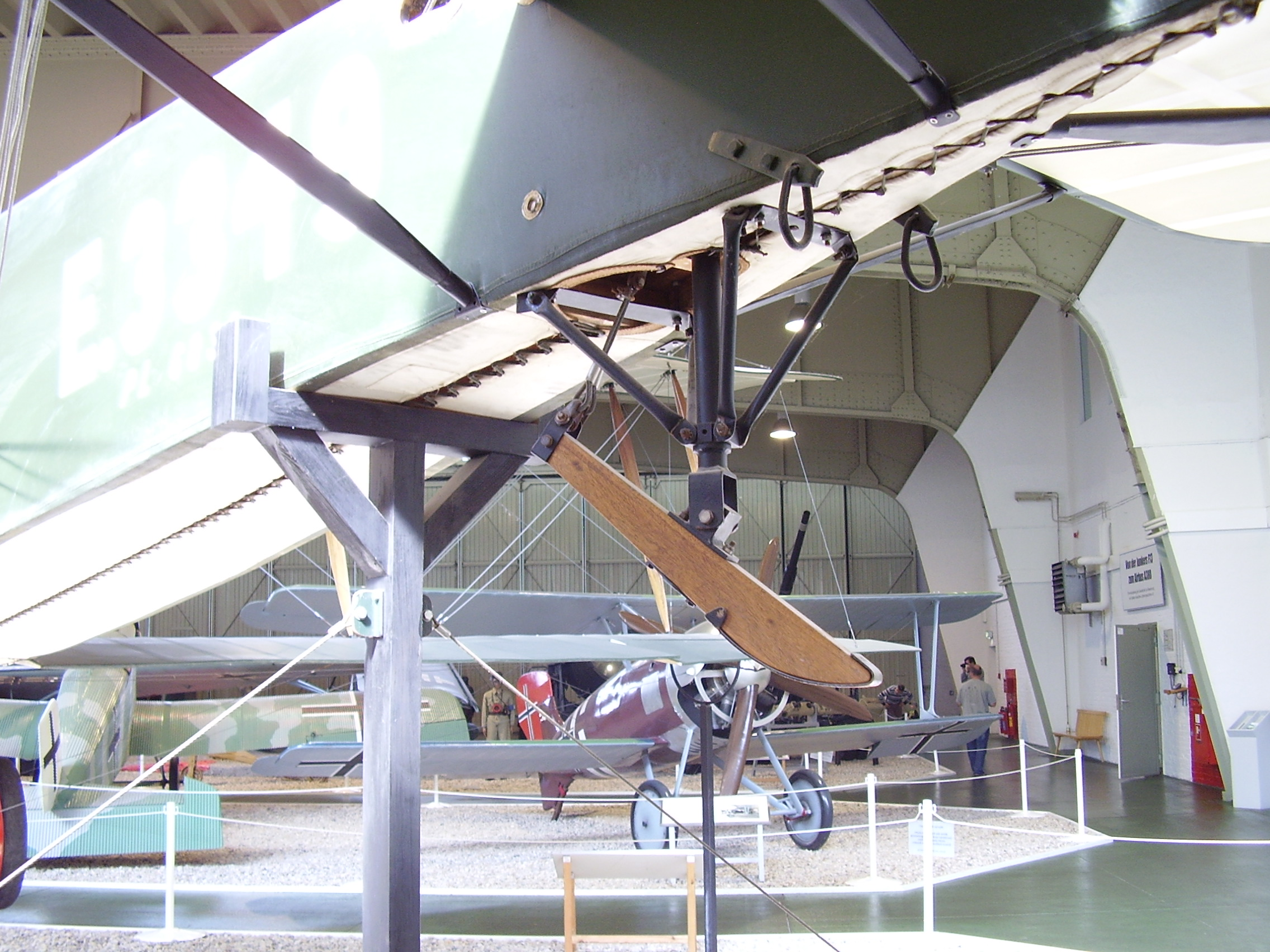
Un pattino d'atterraggio in legno, particolare di un aereo conservato al Luftwaffenmuseum der Bundeswehr di Berlino

Il pàttino d'atterraggio è un organo di un velivolo leggero (tipicamente un aliante) per il sostegno del mezzo durante la fase di decollo o di atterraggio. 
Può essere posizionato sotto la fusoliera, prendendo la forma di una sorta di costola sporgente, oppure sotto la coda del velivolo (pattino di coda). In questo caso può avere la forma di un cucchiaio ("pattino a cucchiaio"), dove l'appoggio avviene sulla parte convessa.
Realizzato in legno duro (quale il frassino) o metallo, può essere ammortizzato a balestra oppure semplicemente montato su blocchetti di gomma.
Negli aeroplani moderni è stato soppiantato dal carrello, mentre il pattino di coda è sostituito da un ruotino di coda.